# Kennebunkport (Maine)
Kennebunkport é uma cidade no condado de York, Maine, Estados Unidos. A população era de 3 474 pessoas de acordo com o censo de 2010. Faz parte da área metropolitana de Portland-South Portland – Biddeford.
O centro da cidade, a área em torno da Dock Square, está localizado ao longo do rio Kennebunk, a aproximadamente 1,6 km da foz do rio, no Oceano Atlântico. Historicamente uma construção naval e vila de pescadores, por mais de um século a cidade tem sido uma popular colônia de verão e destino turístico à beira-mar. Kennebunkport e as cidades vizinhas Kennebunk e Arundel compreendem o distrito escolar RSU 21.

## História
Kennebunkport foi incorporado pela primeira vez em 1663 como Cabo Porpus, sujeito ao governo da Colônia da Baía de Massachusetts (Maine foi admitido na União em 1820 como parte do Compromisso do Missouri). Devido às depredações indígenas, a cidade foi despovoada em 1689, e não foi reinstalada pelos europeus novamente até o início do século XVIII. A cidade foi renomeada Arundel e o centro da cidade localizado no interior de Burbank Hill. Em 1821 a cidade foi renomeada novamente, desta vez para Kennebunkport em reflexão para a sua economia tornando-se uma construção naval e de comércio ao longo do rio Kennebunk.
Na década de 1870, a cidade se desenvolveu como um popular destino de verão, com hotéis e casas construídos ao longo de sua costa. O Cabo Arundel, o Cabo Porpoise e o Beachwood (agora chamados de Goose Rocks) foram algumas das colônias do início do verão; embora o Cabo Porpoise fosse, e ainda seja, um porto de pesca funcional. Desde 1939, Kennebunkport é o lar do Museu Seashore Trolley.
Os Grandes Incêndios de 1947, que devastaram grande parte do condado de York, afetaram Kennebunkport e especialmente a área próxima à Goose Rocks Beach. Grande parte do alojamento perto de Goose Rocks Beach foi destruída pelo incêndio, mas a área foi recuperada e reconstruída.